# Manolo González (futbolista)
José Manuel González López, (Granada, 26 de mayo de 1943 - Zaragoza, 10 de diciembre de 2020), más conocido como Manolo González, fue un futbolista español que se desempeñaba como defensa. Su padre, del mismo nombre, también fue futbolista, un sobrino suyo, Lucas Alcaraz es entrenador de fútbol y uno de sus nietos Jaime Sancho González juega en el filial del equipo zaragocista,  el Deportivo Aragón, y fue campeón de la Copa de Campeones en categoría juvenil en 2019. El equipo donde mayor huella dejó fue el Real Zaragoza, donde disputó 382 partidos, siendo el cuarto jugador con más participaciones en el equipo maño.

## Clubes
| Club          | País   | Año       |
| ------------- | ------ | --------- |
| Granada C.F.  | España | 1964-1966 |
| Real Zaragoza | España | 1966-1977 |
| Granada C.F.  | España | 1977-1978 |